# Winny Puhh
Winny Puhh (Medvedek Pu v estonščini) je estonska heavy metal/punk zasedba, ki je bila ustanovljena leta 1993 v mestu Põlva. Ustanovni člani zasedbe, Ove, Indrek in Olavi so se poznali še iz šolskih dni. Leta 2009 je bobnar Olavi Sander (Olevik) začasno zapustil skupino, zamenjal pa ga je Kristjan (Väikepax). Olevik se je kasneje vrnil v skupino in od takrat naprej igra skupina z dvema bobnarjema. Na številnih nastopih so oblečeni v kostume.

## Kariera
Potem, ko so delovali že trinajst let, so postali javnosti bolj znani s skladbo "Nuudlid ja hapupiim", ki je postala hit na radijski postaji Raadio 2.
Leta 2008 je bil glasbeni videospot skladbe "Vanamutt" nominiran za Estonsko glasbeno nagrado. Leta 2009 se je Henry Kõrvits, javnosti bolj znan pod umetniškim imenom G-Enka, pridružil skupini Winny Puhh pri skladbi "Peegelpõrand". Skladba se je tako leta 2009 uvrstila na 6. mesto lestvice Top 40 radijske postaje Raadio 2, prejela pa je 456 glasov.
Leta 2013 se je skupina udeležila estonskega državnega finala za nastop na Pesmi Evrovizije 2013. Izvedli so skladbo "Meiecundimees üks Korsakov läks eile Lätti", vendar so se končno uvrstili na tretje mesto, za zmagovalko Birgit Õigemeel in Grete Paia. Olav Ruitlane in Mr. Korsakov (lik iz skladbe) sta bila po tekmovanju intervjuvana. Daljša verzija skladbe "Meiecundimees üks Korsakov läks eile Lätti" je bila s strani skupine izvedena v Parizu na modni reviji Ricka Owensa.

## Člani skupine
- Indrek Vaheoja (Korraldajaonu) – vokal
- Silver Lepaste (Kartauto) – kitara
- Ove Musting (Jürnas Farmer) – kitara, vokal
- Indrek Nõmm (Koeraonu) – bas kitara
- Kristjan Oden (Väikepax) – bobni, tolkala
- Olavi Sander (Doktor O) – bobni, tolkala

## Izbrana diskografija
- Täämba õdagu praadimi kunna (Legendaarne Rokenroll Records, 2006)
- Brääznik (Legendaarne Rokenroll Records, 2010)
- Pole See Jõumehe Elu Üldse Kerge (Clockwork Records, 2013)
- Kes küsib (Clockwork Records, 2014)

## Članki
- Vidrik Võsoberg. Winny Puhh ajab udu ja teeb uut plaati. LõunaLeht, 7. julij 2009
- Mari Leosk. Setod: Winny Puhh pole mingid setod. LõunaLeht, 28. januar 2010
- Russell Smith. Who (or what) is Winny Puhh? You'd know if you saw the Eurovision Song Contest. The Globe and Mail, 3. april 2013